# Bambusacris
Bambusacris is een geslacht van rechtvleugeligen uit de familie veldsprinkhanen (Acrididae). De wetenschappelijke naam van dit geslacht is voor het eerst geldig gepubliceerd in 1933 door Henry.

## Soorten
Het geslacht Bambusacris omvat de volgende soorten:
- Bambusacris greeni Henry, 1933
- Bambusacris travancora Henry, 1940